# Foyer fédéral de Port Harrison
Le foyer fédéral de Port Harrison est un établissement d'hébergement destiné aux enfants autochtones, en opération de 1960 à 1971 à Inukjuak, au Nunavik. L'établissement fait partie du réseau de pensionnats pour autochtones au Canada.

## Histoire
L'école de Port Harrison est fondé en 1949 à Port Harrison (aujourd'hui Inukjuak). En 1960, l'établissement est jumelé à des foyers fédéraux, lui permettant d'accueillir plus d'étudiants. Le réseau des foyers fédéraux est fondé en 1960, administré par le gouvernement fédéral et non-confessionnel. L'objectif est alors d'offrir aux enfants un cadre de vie se rapprochant d'une vie familiale. Les enfants inuit fréquentent une école externe pendant le jour, et sont hébergés au sein du foyer fédéral.
L'ouverture des foyers fédéraux au Nunavik correspond à la reprise en main du système éducatif inuit par le gouvernement fédéral, jusque-là laissé au mains de congrégations religieuses. Le cas des foyers fédéraux a peu été étudié, comparativement au réseau des pensionnats pour Autochtones.
Au cours de son histoire, l'établissement brûle deux fois : pendant l'année scolaire 1974-1975 et pendant l'année scolaire 1983-1984. L'établissement est géré par le gouvernement fédéral jusqu'en 1972. Il est ensuite géré conjointement avec le gouvernement du Québec. En 1974, le gouvernement du Québec obtient la responsabilité de l'école. En 1978, la gestion de l'établissement est transféré à la commission scolaire Kativik, première commission scolaire administrée par les Inuit au Canada.